# Villa Salavina
Villa Salavina es una localidad ubicada en el departamento Salavina, en la provincia de Santiago del Estero, Argentina. Es una de las localidades más antiguas de la provincia, y sus habitantes en su gran mayoría son trabajadores rurales temporarios (también llamados "golondrinas") que debido a la falta de trabajo en el lugar, deben emigrar principalmente hacia otras provincias como Córdoba, Santa Fe, Buenos Aires o Mendoza, entre otras.

## Población
Cuenta con 829 habitantes (Indec, 2010), lo que representa un incremento del 30,1% frente a los 637 habitantes (Indec, 2001) del censo anterior.
| Gráfica de evolución demográfica de Villa Salavina entre 1991 y 2010 |
|                                                                      |
| Fuente: Censos nacionales del INDEC                                  |

## Eventos culturales
- Congreso de la lengua quichua, en mayo de 2012
- La fiesta del Tanicu, se realiza en octubre